# Gorosaurus
Gorosaurus est un kaiju apparu en 1967 dans le film La Revanche de King Kong.

## Liste des apparitions
- 1967 : La Revanche de King Kong (Kingu Kongu no gyakushu), de Ishirô Honda
- 1968 : Les envahisseurs attaquent (Kaijû sôshingeki), de Ishirô Honda